# Памела Хејден
Памела Хејден (енгл. Pamela Hayden) је америчка глумица, познатија по томе што је позајмљивала глас у анимираној ТВ серији Симпсонови (1989). Позајмила је глас ликовима Милхауса Ван Хаутена, Џимба Џоунса и Рода Фландерса.